# 拉德福號驅逐艦 (DD-120)
拉德福號驅逐艦（舷號DD-120）是一艘美國海軍建造的驅逐艦，為維克斯級驅逐艦的46號艦。她是美軍第一艘以拉德福為名的軍艦，以紀念美國內戰時期的海軍軍官威廉·拉德福（William Radford）。
拉德福號在1917年於紐波特紐斯造船廠開始建造，在1918年下水服役，其時第一次世界大戰已即將結束。戰後拉德福號分別在大西洋及太平洋執勤，於1922年退役。1936年拉德福號退役除籍，並在同年作靶艦擊沉。